# ای‌یو میکروسکوپ
ای‌یو میکروسکوپ یک ستاره است که در صورت فلکی میکروسکوپ قرار دارد.